# CSO Viitorul Liteni
Clubul Sportiv Orășenesc Viitorul Liteni, cunoscut sub numele de Viitorul Liteni, este un club românesc de fotbal din orașul Liteni, județul Suceava, care evoluează în Liga a IV-a Suceava, al patrulea eșalon al sistemului de ligi al fotbalului românesc.

## Istoric
În sezonul 2004–05, Viitorul Liteni a câștigat Divizia D – Suceava promovând pentru prima oară în Divizia C, terminând primul sezon în Divizia a III-a pe locul 8.
Cu toate acestea, echipa s-a retras din Liga a III-a și s-a înscris în Liga a IV-a Suceava în sezonul 2006–07, terminând campionatul pe ultimul loc din 16 echipe. Totuși, a rămas în a patra divizie datorită retragerii unor echipe, situație care s-a repetat și în sezonul 2007–08, menținându-și locul în Liga a IV-a după ce a încheiat pe locul 15.
Viitorul, antrenată de Demis Maranda, a câștigat ediția 2020–21 a Ligii a IV-a Suceava, învingând în finală echipa LPS Suceava cu 1–0 și calificându-se pentru barajul de promovare în Liga a III-a, însă a pierdut dubla manșă a barajului de promovare/retrogradare împotriva echipei AFC Odorheiu Secuiesc, cu 1–4 la general (0–2 în deplasare și 1–2 acasă).

## Palmares
Liga a IV-a Suceava
- Campioană (3): 2004–05, 2018–19, 2020–21